# (83983) 2002 GE39
(83983) 2002 GE39 est un astéroïde troyen jovien.

## Description
(83983) 2002 GE39 est un astéroïde troyen jovien, camp grec, c'est-à-dire situé au point de Lagrange L4 du système Soleil-Jupiter. Il présente une orbite caractérisée par un demi-grand axe de 5,192 UA, une excentricité de 0,126 et une inclinaison de 55.4° par rapport à l'écliptique.

## Compléments